# نوک‌خاری تیراژه‌ریش
نوک‌خاری تیراژه‌ریش (نام علمی: Chalcostigma herrani) نام یک گونه از سرده لکه‌برنزه‌ای‌ها است.